# Lanzhousaurus
Lanzhousaurus (que significa "lagarto Lanzhou") é um gênero de dinossauro ornitópode. Lanzhousaurus viveu na região de Gansu do que hoje é a China durante o Cretáceo Inferior (estágio Barremiano). Um esqueleto parcial foi recuperado do Grupo Hekou. Foi descrito por You, Ji e Li em 2005 e o tipo e única espécie é Lanzhousaurus magnidens. Foi estimado em cerca de 10 metros de comprimento e 6 toneladas de peso.

## Dentição
O gênero foi descrito como tendo "dentes surpreendentemente enormes", entre os maiores para qualquer criatura herbívora de todos os tempos, considerando por tanto como membro do clado Iguanodontia bem como do grupo  Styracosterna. A mandíbula, com mais de um metro, sugere um tamanho muito grande para o animal. O esmalte dentário deste dinossauro estava crescendo muito rapidamente.